# Echininus nodulosus
Echininus nodulosus är en snäckart som först beskrevs av Ludwig Pfeiffer 1839.  Echininus nodulosus ingår i släktet Echininus och familjen strandsnäckor. Inga underarter finns listade i Catalogue of Life.